# Ross Drummond

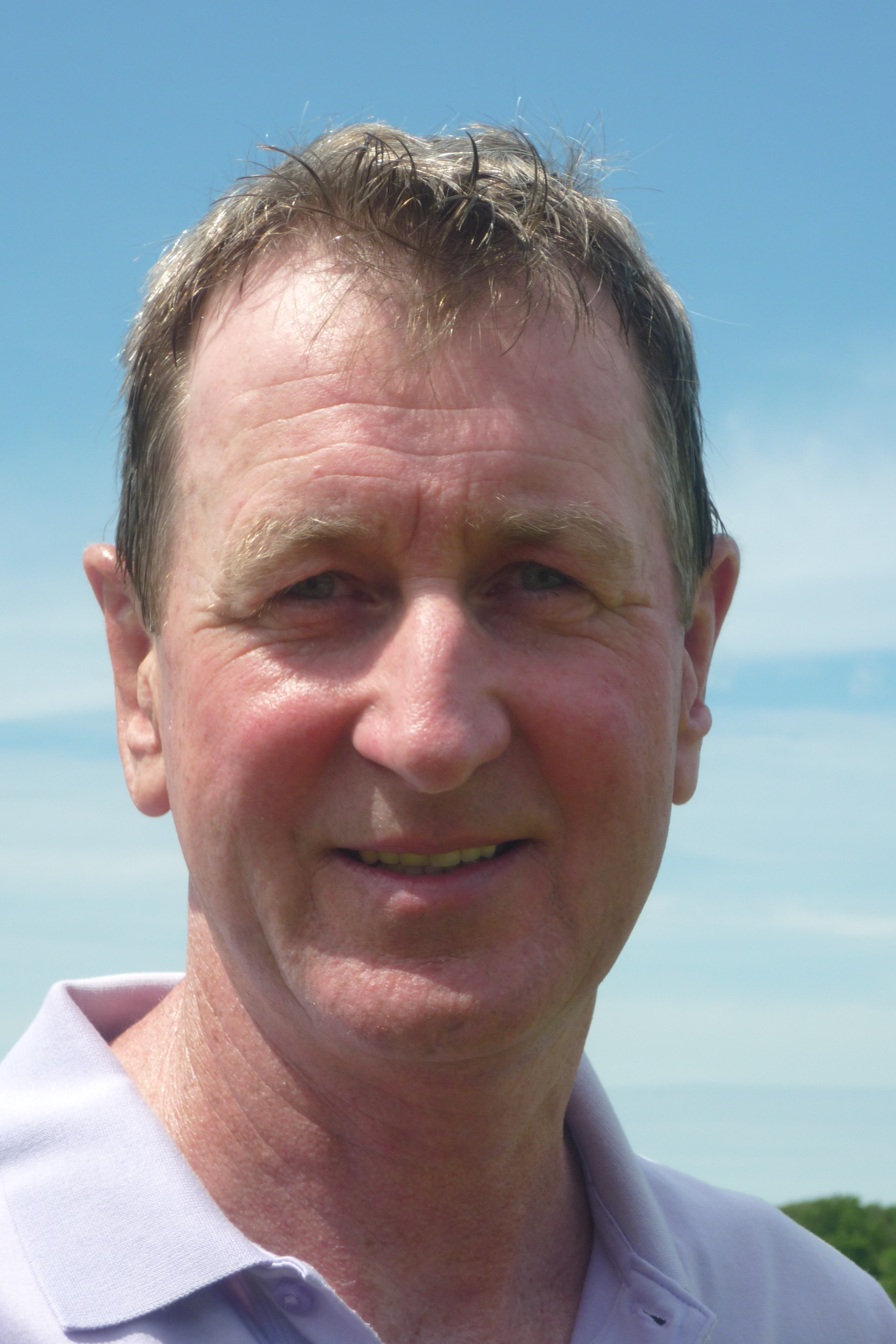
Van Lanschot Senior Open 2010.

Ross Thomson Drummond (Paisley, 29 december 1956) is een professioneel golfer uit Schotland. 
Drummond werd in 1975 professional en speelde jarenlang op de Europese PGA Tour. In 1998 bereikte hij de 4de plaats op de Order of Merit.
Nu hij de vijftigjarige leeftijd is gepasseerd speelt hij sinds 2007 op de Europese Senior Tour. In 2009 eindigde hij op de 11de plaats van de Order of Merit.

## Gewonnen

### Nationaal
- 1986: PGA Kampioenschap
- 1987: PGA Kampioenschap
- 1989: PGA Kampioenschap
- 1990: PGA Kampioenschap

## Teams
- Europcar Cup: 1988